# Ashikaga Yoshiaki
Det här är en artikel om en person med japanskt personnamn; Ashikaga är familjenamnet.
Ashikaga Yoshiaki, född 5 december 1537, död 9 oktober 1597, var den femtonde och sista shogunen i Ashikagashogunatet och styrde mellan 1568 och 1573. Hans far Ashikaga Yoshiharu var den tolfte shogunen och hans bror Ashikaga Yoshiteru var den trettonde.